# Wolfgang Hilke
Wolfgang Hilke (* 19. Mai 1941 in Cottbus) ist ein deutscher Wirtschaftswissenschaftler.

## Leben
Hilke war Inhaber des Lehrstuhls für Marketing/Bilanzierung  und Direktor des Betriebswirtschaftlichen Seminar II an der Albert-Ludwigs-Universität Freiburg.  Nach erfolgreicher Dissertation und Habilitation in Hamburg folgte er 1978 dem Ruf der Universität Freiburg auf eine ordentliche Professur für Betriebswirtschaftslehre, insbesondere Finanzierung, Bilanzierung und Marketing, nachdem er bereits für das vorangehende Semester die hauptamtliche Lehrstuhlvertretung übernommen hatte. Am 27. Oktober 2005 hielt er seine Abschiedsvorlesung. Hilke hielt noch bis 2008 Vorlesungen für die Deutsche Immobilien-Akademie an der Universität Freiburg im Rahmen der Studiengänge Immobilienwirtschaft.

## Publikationen
- Statische und dynamische Oligopolmodelle – Ein Beitrag zur Entscheidungstheorie in Oligopolsituationen. Diss. Hamburg 1970, unverändert als Buch erschienen: Wiesbaden 1973
- Dynamische Preispolitik. Wiesbaden 1978
- Mittelstand: Mittelmaß oder Mittelpunkt? – Herausforderungen der 80er Jahre an die mittelständischen Unternehmen. Sasbach-Obersasbach 1983, 23 S.
- BOVI – Lebenszyklus eines Snack-Produktes. Fallstudien des Betriebswirtschaftlichen Seminars der Universität Freiburg, Freiburg 1984
- Direktmarketing für Dienstleistungen – Entwicklungen, Probleme, Tendenzen. hrsg. v. Nordwestdeutsche Klassenlotterie, Hamburg 1987
- Zielorientierte Produktions- und Programmplanung. 3. Aufl., Neuwied 1988
- Dienstleistungs-Marketing. Schriften zur Unternehmensführung (SzU), Bd. 35, Wiesbaden 1989
- Bilanzieren nach Handels- und Steuerrecht, Teil 1. Wiesbaden 1991
- Bilanzieren nach Handels- und Steuerrecht, Teil 2. Wiesbaden 1991
- Direkt-Marketing. Schriften zur Unternehmensführung (SzU), Bd. 47, Wiesbaden 1993
- Bilanzpolitik. 6. Auflage, vollständig überarbeitete Aufl., Wiesbaden 2002